# Acquafredda (Maratea)
Acquafredda è la frazione più a nord del comune di Maratea, in provincia di Potenza.

## Geografia fisica
Acquafredda è l'ultimo avamposto a nord della costa tirrenica lucana. Si trova a 7 km in linea d'aria dal capoluogo comunale. È caratterizzata dalla presenza predominante del massiccio della Serra del Tuono (alto 1141 m), che abbraccia l'intero abitato: questo affonda con grandi pareti rocciose direttamente sul mare, creando una costa alta, interrotta solo da alcune spiagge.

### Spiagge
- Anginarra e Luppa. A volte considerate un'unica spiaggia, sono due lingue brecciose unite da una piccola piattaforma di scogli. Nel loro insieme sono una delle rive più grandi della costa marateota. A nord della prima, nelle vicinanze della grotta omonima, sono stati ritrovati resti di fauna pleistocenica.
- Grutta d'a Scala. (il nome significa grotta della scala) È un piccolo accenno di spiaggia, creatasi recentemente con i materiali di risulta dei lavori ferroviari. Si raggiunge tramite una discesa formata da gradini di pietra che partono dalla SS18 di fronte alla stazione ferroviaria di Acquafredda, nei pressi di "Villa Nitti". Sul lato sud della caletta si trova la suggestiva grotta dei Pipistrelli.
- Portacquafridda, Pretacaduta, spiaggia della Monaca. (i nomi delle prime due significano portatrice di acqua fredda e pietra caduta). Sono tre spiagge separate da piccoli costoni di roccia, vi si accede tramite una scalinata. Di fronte alla seconda e alla terza si trova la già citata sorgente marina.

Al confine con la Campania, la spiaggia sul greto del canale di Mezzanotte è per metà di Acquafredda come risulta dai fogli catastali del comune di Maratea (anche se la particella 189 del foglio 2 sembrerebbe interessare completamente la spiaggetta); nella zona del Crivo (tra la punta della torre e la galleria) c'è una piccola spiaggetta detta Pedistiddu. "Portacquafridda" è più comunemente detta "Porticello" cioè "piccolo porto" di Acquafredda in relazione al porto (più grande) della valle di Maratea.

## Storia

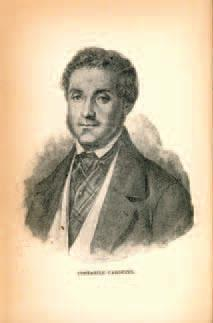
Costabile Carducci.

Non sono note le cause e il periodo della fondazione del borgo di Acquafredda. Gli storici hanno fatto risalire l'evento al XVIII secolo, quando il generale benessere economico di Maratea portò alla formazione e all'ingrandimento di nuovi centri urbani.
Deve il suo nome a una delle rarissime sorgenti marine di acqua dolce esistenti in Italia (l'acqua che fuoriesce da questa sorgente è più fredda di quella del mare circostante, e veniva chiamata dai pescatori acqua fridda). È anche possibile che ci si riferisca alla sorgente di acqua dolce che sgorga sulla spiaggia di "Portacquafridda", attorno alla quale esisteva una fontana che attraverso una serie di vasche, ancora oggi in parte visibili, rappresentava una delle principali fonti di approvvigionamento idrico.
Acquafredda ha conquistato un posto di riguardo nella storia il 4 luglio 1848 quando il rivoluzionario Costabile Carducci vi trovò la morte, ucciso dal filo-borbonico saprese Vincenzo Peluso. Carducci fu poi sepolto nella chiesetta parrocchiale, dove è ricordato da una lapide. Altra importante figura storica legata ad Acquafredda è Francesco Saverio Nitti, che nei primi anni del XX secolo vi si costruì una villa dove visse - esule in Patria - dal 1922 al 1923 e che divenne ben presto luogo di incontro e fucina di idee per tanti intellettuali antifascisti, come Giovanni Amendola. Ad Acquafredda Nitti scrisse la trilogia sull'Europa.

## Monumenti e Luoghi d'interesse

### Architetture religiose

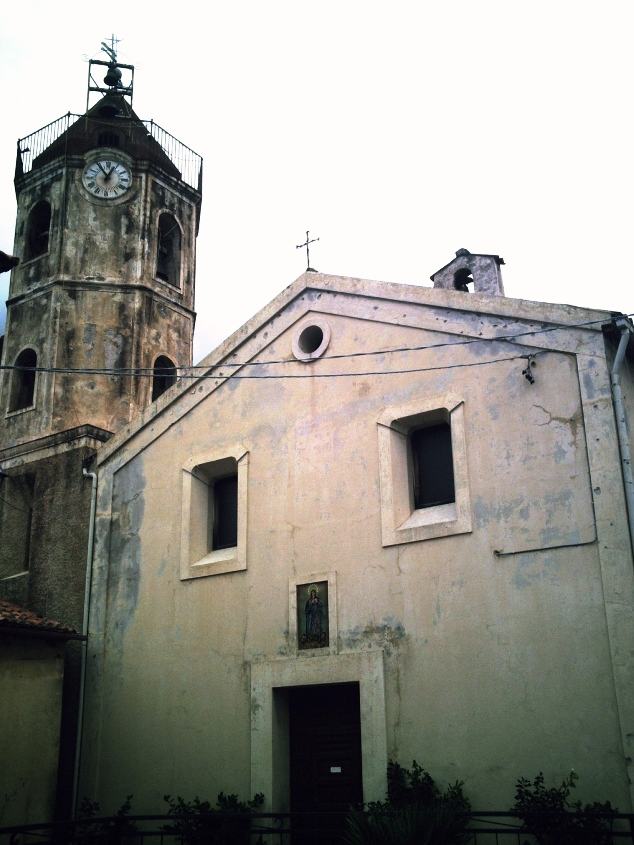
La chiesa di Acquafredda.

- Chiesa di Maria Santissima Immacolata, patronale della frazione, costruita nel 1833 come ampliamento di una  cappella settecentesca.

### Villa Nitti

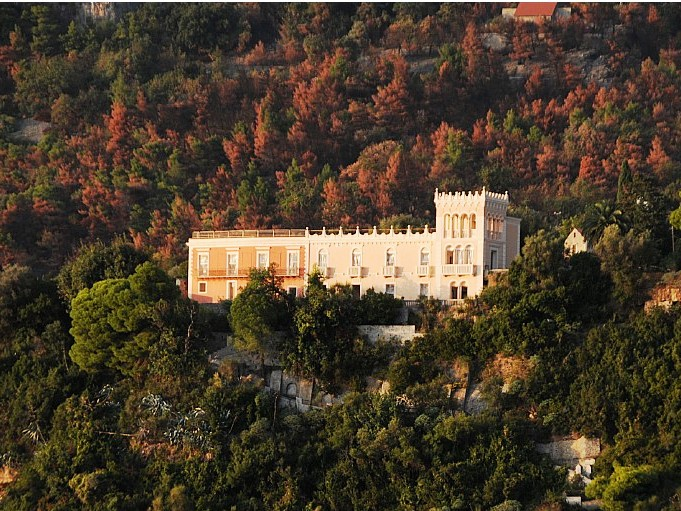
Villa Nitti.

Villa Nitti fu costruita nei primi anni del XX secolo per essere la residenza estiva di Francesco Saverio Nitti e famiglia.
La struttura, progettata dal veneziano Vincenzo Rinaldo, sorge a picco sul mare, sopra la cosiddetta punta di San Pietro, e, con il suo singolare disegno, caratterizza il paesaggio di Acquafredda a tal punto da esserne divenuto un simbolo.

## Geografia antropica

### Urbanistica
L'abitato di Acquafredda si estende su una vasta superficie. Partendo da nord, il primo rione che si incontra è quello dei Garottoli, che si trova a monte di quello dell'Immacolata: questo è il nucleo storico della frazione, caratterizzato da un corso lungo e stretto e dalla pregevole chiesa del 1833, che si incastra in qualche notabile architettura otto-novecentesca.
Verso il mare si trovano invece la Luppa e San Pietro, dove si trova Villa Nitti. Il promontorio a sud della frazione è occupato da La Torre e dalla Rotondella: a monte di quest'ultimo sono ancora visibili i ruderi dell'insediamento detto Piano degli Zingari, oggi disabitato e abbandonato.

## Economia

### Turismo
Acquafredda, così come il resto di Maratea, è, principalmente d'estate, una località turistica balneare con una buona ricettività, caratterizzata da un ambiente naturale ricco di macchia mediterranea. Buona è la qualità delle acque e delle spiagge.
Dispone anche di un bell'impianto sportivo, in erba sintetica e mateco.

## Infrastrutture e trasporti

### Strade
L'abitato di Acquafredda si estende lungo la SS 18 (Tirrenia Inferiore), che da Napoli porta a Reggio Calabria. Quest'importante arteria rappresenta l'unica strada della frazione.

### Rete Ferroviaria
La frazione di Acquafredda conta una stazione ferroviaria lungo la Ferrovia Tirrenica Meridionale.
È servita da alcune coppie di treni Regionali.